# Wikipedia wietnamskojęzyczna
Wikipedia wietnamskojęzyczna – edycja Wikipedii w języku wietnamskim. Założona w listopadzie 2002 roku jednak ze względu na nieznaczny wkład wikipedystów pozostawała niezauważoną. Zaczęła się rozwijać intensywniej w październiku 2003. 25 sierpnia 2008 przekroczyła 50 000 artykułów. Na dzień 7 listopada 2008 roku liczyła 64 027 artykułów, co dawało jej 33 pozycję wśród wszystkich edycji językowych. Na dzień 20.09.2013 liczyła 876 233 artykułów, co dawało jej 10 pozycję wśród wszystkich edycji językowych. W październiku 2014 liczyła ponad 1,1 mln artykułów, stanowiąc 11. Wikipedię co do liczby artykułów i plasując się bezpośrednio przed Wikipedią w języku polskim. W sierpniu 2018 znajdowała się na dwunastym miejscu za angielską, cebuańską, szwedzką, niemiecką, francuską, niderlandzką, rosyjską, hiszpańską, włoską, polską i warajską.
W 2019, z inicjatywy ambasadora Wojciecha Gerwela, zorganizowano konkurs na tworzenie i rozbudowywanie artykułów o Polsce na wietnamskojęzycznej Wikipedii. W trakcie trzech miesięcy utworzono ich blisko 2000. Zwycięzca, Võ Ka Anh Duy, autor przeszło 800 artykułów, został nagrodzony tygodniową wycieczką do Polski.